# Xabier Laka
Xabier Laka Antxustegi (1954- ) es un escultor español.
Xabier Laka es un relevante escultor vasco cofundador, junto con el vigués Reinaldo López Carrizo, del llamado "Taller de Aia".   Tiene una amplia obra escultórica y le han otorgado varios premios. Es profesor en la facultad de Bellas Artes  de la Universidad del País Vasco.
Laka es un investigador artístico. Parte de la escultura como acepción expandida y multidisciplinar que se relaciona con otras disciplinas y áreas, planteándose cómo puede ser operativo el arte en diferentes circunstancias y objetivos. El arte en relación con la arquitectura, la industria, la naturaleza, etc.
El desarrollo de su quehacer ha dado lugar una evolución de complejidad e ideología que define su creación con una identidad propia en la forma de pensar, hacer y concebir. Tiene una amplia obra expuesta en recintos públicos y privados y ha recibido varios premios. Mantiene una participación activa y constante en laboratorios artísticos institucionales de reconocido prestigio entre los que se encuentra Arteleku.

## Biografía
Xabier Laka nació el 17 de junio de 1954 en la localidad vizcaína de Ondárroa en el País Vasco, España. En 1977, con 23 años de edad,  se trasladó la localidad guipuzcoana de Aya donde se instaló en el barrio de Andatza, más conocido como San Pedro por la ermita dedicada a este santo, para estudiar allí escultura con Reinaldo López Carrizo, discípulo de Oteiza. Entre ambos pusieron en marcha el llamado "Taller de Aia" en la que participaron otros escultores como  [Imanol Aguirre]], Joxean Ezenarro, Aitor Mendizabal, Mikel Campo, Migel Etxeberria, Jabier Saralegi e Iñaki Saralegi. 
Laka complementó su participación en el Taller con una experiencia educativa inédita que se desarrolló en la Escuela Unitaria de Andatza junto a Imanol Aguirre, donde se orientó la impartición de  las clases de una forma plástica, haciendo que los alumnos percibieran la estética de una forma cercana y enlazada con todas las demás áreas educativas. La línea   pedagógica estaba marcada por la directora del centro Carmen Monreal.
En 1982 Xabier Laka abandona el "Taller de Aia" y se instala, en solitario, en Andoáin (Guipúzcoa). En 1992 ingresa como profesor en la Facultad de Bellas Artes de la Universidad del País Vasco en donde desarrolla una labor de investigación de forma reglada tomando como punto de partida la escultura entendida en su acepción expandida e interdisciplinar.

## El Taller de Aia
El "Taller de Aia" estaba basado en la experiencia prácticas dejando la teoría solo como necesidad de la experimentación artística. Se confrontaba dos principios, por un lado el arte se puede enseñar y por otro que el arte no se enseña. Los escultores trabajaban con una libertad total, tanto artística como de organizativa. 
El "Taller de Aia" realizó varias exposiciones; en 1981 expuso  en la Galería Novecento de Vigo, la Galería Gaspar de Rentería y en el Museo de San Telmo de San Sebastián y al año siguiente en las Casas de Cultura de Andoáin, Legazpia, Zarauz, Orio y Basauri. 

## Reconocimientos
Xabier laka ha ganado numerosos premios:
- I Bienal de Plástica de Vitoria-Gasteiz, en 1978.
- Beca para la estancia en Wiesbaden concedida por el Ayuntamiento de San Sebastián, en 1979.
- Beca de la Diputación Foral de Gipuzkoa para estudiar en Londres, en 1986.
- Concurso público de Ondárroa para la colocación de una escultura, en 1988.
- Concurso público en Andoáin para la colocación de una escultura, en 1990.
- Pablo Gargallo IV Concurso de Escultura, 1990.
- Concurso de Arte 80 del Museo San Telmo, en 1991.
- Concurso público de Usúrbil para colocar una escultura, en 1991.[1]

## Obras en museos

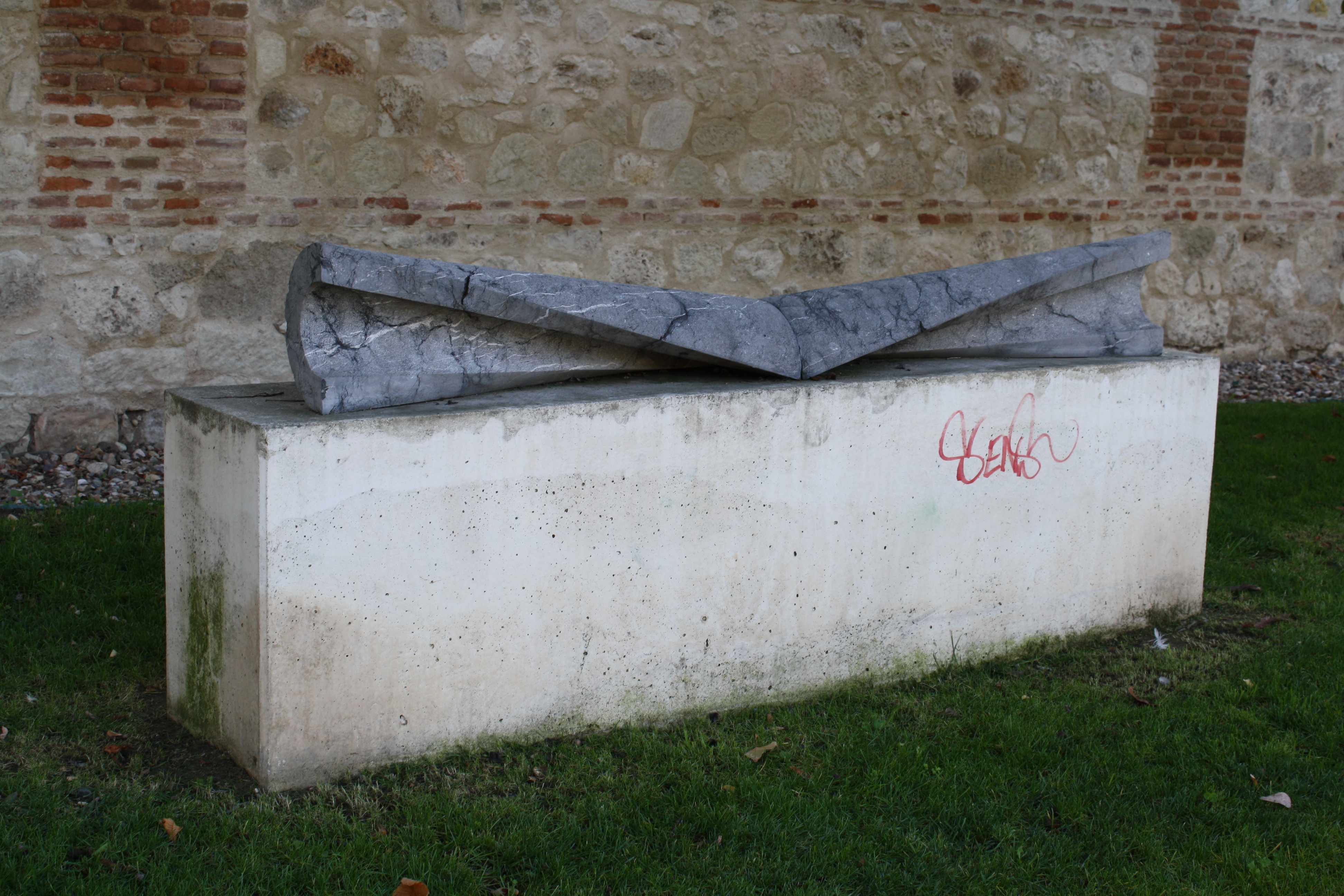
Museo de Escultura al Aire Libre de Alcalá de Henares

Sus obras se pueden ver en los siguientes museos:
- Museo San Telmo de San Sebastián.
- Museo de Arte Contemporáneo del Siglo V de Huelva.
- Museo de Escultura al Aire Libre de Alcalá de Henares.